# Oscarsgalan 1953
Oscarsgalan 1953 som hölls 19 mars 1953 var den 25:e upplagan av Oscarsgalan där det prestigefyllda amerikanska filmpriset Oscar delades ut till filmer som kom ut under 1952.

## Priskategorier

### Bästa film
Vinnare:
Världens största show – Cecil B. DeMille
Övriga nominerade:
Sheriffen – Stanley Kramer
Ivanhoe – den svarte riddaren – Pandro S. Berman
Målaren på Moulin Rouge – John Huston
Hans vilda fru – John Ford, Merian C. Cooper

### Bästa manliga huvudroll
Vinnare:
Sheriffen – Gary Cooper (närvarade inte vid ceremonin)
Övriga nominerade:
Viva Zapata – Marlon Brando
Illusionernas stad – Kirk Douglas
Målaren på Moulin Rouge – José Ferrer
Jag stal en miljon – Alec Guinness

### Bästa kvinnliga huvudroll
Vinnare:
Kom tillbaka lilla Sheba – Shirley Booth
Övriga nominerade:
Avslöjad – Joan Crawford
Star – Bette Davis
The Member of the Wedding – Julie Harris
Med en sång i mitt hjärta – Susan Hayward

### Bästa manliga biroll
Vinnare:
Viva Zapata – Anthony Quinn (närvarade inte vid ceremonin)
Övriga nominerade:
Kusin Rachel – Richard Burton
Flodöverfallet – Arthur Hunnicutt
Hans vilda fru – Victor McLaglen
Avslöjad – Jack Palance

### Bästa kvinnliga biroll
Vinnare:
Illusionernas stad – Gloria Grahame
Övriga nominerade:
Singin' in the Rain – Jean Hagen
Målaren på Moulin Rouge – Colette Marchand
Kom tillbaka lilla Sheba – Terry Moore
Med en sång i mitt hjärta – Thelma Ritter

### Bästa regi
Vinnare:
Hans vilda fru – John Ford
Övriga nominerade:
Världens största show – Cecil B. DeMille
Målaren på Moulin Rouge – John Huston
Affären Cicero – Joseph L. Mankiewicz
Sheriffen – Fred Zinnemann

### Bästa manus
Vinnare:
Illusionernas stad – Charles Schnee
Övriga nominerade:
Affären Cicero – Michael Wilson
Sheriffen – Carl Foreman
Mannen i vita kostymen – Roger MacDougall, John Dighton, Alexander Mackendrick
Hans vilda fru – Frank S. Nugent

### Bästa berättelse
Vinnare:
Världens största show – Fredric M. Frank, Theodore St. John, Frank Cavett
Övriga nominerade:
My Son John – Leo McCarey
Mord på tåg 63 – Martin Goldsmith, Jack Leonard
The Pride of St. Louis – Guy Trosper
Prickskytten – Edna Anhalt, Edward Anhalt

### Bästa berättelse och manus
Vinnare:
Jag stal en miljon – T.E.B. Clarke
Övriga nominerade:
Röd gisslan – Sydney Boehm
Svindlande rymder – Terence Rattigan
Feminint fenomen – Ruth Gordon, Garson Kanin
Viva Zapata – John Steinbeck

### Bästa foto (färg)
Vinnare:
Hans vilda fru – Winton C. Hoch, Archie Stout
Övriga nominerade:
H C Andersen – Harry Stradling Sr.
Ivanhoe – den svarte riddaren – Freddie Young
Alla tiders simmarflicka – George J. Folsey
Snön på Kilimanjaro – Leon Shamroy

### Bästa foto (svartvitt)
Vinnare:
Illusionernas stad – Robert Surtees
Övriga nominerade:
Flodöverfallet – Russell Harlan
Kusin Rachel – Joseph LaShelle
Son av navajo – Virgil Miller
Avslöjad – Charles Lang

### Bästa scenografi (svartvitt)
Vinnare:
Illusionernas stad – Cedric Gibbons, Edward C. Carfagno, Edwin B. Willis, F. Keogh Gleason
Övriga nominerade:
Solnedgång – Hal Pereira, Roland Anderson, Emile Kuri
Kusin Rachel – Lyle R. Wheeler, John DeCuir, Walter M. Scott
Demonernas port – Takashi Matsuyama, H. Motsumoto
Viva Zapata – Lyle R. Wheeler, Leland Fuller, Thomas Little, Claude E. Carpenter

### Bästa scenografi (färg)
Vinnare:
Målaren på Moulin Rouge – Paul Sheriff, Marcel Vertès
Övriga nominerade:
H C Andersen – Richard Day, Clavé, Howard Bristol
Glada änkan – Cedric Gibbons, Paul Groesse, Edwin B. Willis, Arthur Krams
Hans vilda fru – Frank Hotaling, John McCarthy Jr., Charles S. Thompson
Snön på Kilimanjaro – Lyle R. Wheeler, John DeCuir, Thomas Little, Paul S. Fox

### Bästa kostym (svartvitt)
Vinnare:
Illusionernas stad – Helen Rose
Övriga nominerade:
Trinidad – Jean Louis
Solnedgång – Edith Head
Kusin Rachel – Charles Le Maire, Dorothy Jeakins
Avslöjad – Sheila O'Brien

### Bästa kostym (färg)
Vinnare:
Målaren på Moulin Rouge – Marcel Vertès
Övriga nominerade:
Världens största show – Edith Head, Dorothy Jeakins, Miles White
H C Andersen – Clavé, Mary Wills, Barbara Karinska
Glada änkan – Helen Rose, Gile Steele
Med en sång i mitt hjärta – Charles Le Maire

### Bästa ljud
Vinnare:
Svindlande rymder –  (London Film Sound Dept.)
Övriga nominerade:
H C Andersen – Gordon Sawyer (Goldwyn Sound Department)
En tusan till karl –  (Pinewood SSD)
Hans vilda fru – Daniel J. Bloomberg (Republic Sound Department)
Med en sång i mitt hjärta – Thomas T. Moulton (20th Century-Fox Sound Department)

### Bästa klippning
Vinnare:
Sheriffen – Elmo Williams, Harry W. Gerstad
Övriga nominerade:
Kom tillbaka lilla Sheba – Warren Low
Stilla havets hjältar – William Austin
Världens största show – Anne Bauchens
Målaren på Moulin Rouge – Ralph Kemplen

### Bästa specialeffekter
Mot nya äventyr –  (M-G-M)

### Bästa sång
Vinnare:
Sheriffen – Dimitri Tiomkin (musik), Ned Washington (text) för "High Noon (Do Not Forsake Me, Oh My Darlin"
Övriga nominerade:
Blekansiktets son – Jack Brooks för "Am I in Love"
Jag sjunger för dig – Nicholas Brodszky (musik), Sammy Cahn (text) för "Because You're Mine"
H C Andersen – Frank Loesser för "Thumbelina"
Sjung med mig – Harry Warren (musik), Leo Robin (text) för "Zing a Little Zong"

### Bästa filmmusik (musikal)
Vinnare:
Med en sång i mitt hjärta – Alfred Newman
Övriga nominerade:
H C Andersen – Walter Scharf
Jazzsångaren – Ray Heindorf, Max Steiner
Mediet – Gian Carlo Menotti
Singin' in the Rain – Lennie Hayton

### Bästa filmmusik (drama eller komedi)
Vinnare:
Sheriffen – Dimitri Tiomkin
Övriga nominerade:
Ivanhoe – den svarte riddaren – Miklós Rózsa
Undret i Fatima – Max Steiner
Tjuven – Herschel Burke Gilbert
Viva Zapata – Alex North

### Bästa kortfilm (tvåaktare)
Vinnare:
Sjöfåglar – Walt Disney
Övriga nominerade:
Bridge of Time –  (London Film Prod.)
Devil Take Us – Herbert Morgan
Thar She Blows! – Gordon Hollingshead

### Bästa kortfilm (enaktare)
Vinnare:
Light in the Window – Boris Vermont
Övriga nominerade:
Athletes of the Saddle – Jack Eaton
Desert Killer – Gordon Hollingshead
Neighbours – Norman McLaren
Royal Scotland –  (Crown Film Unit)

### Bästa animerade kortfilm
Vinnare:
Johann Mouse – Fred Quimby
Övriga nominerade:
Little Johnny Jet – Fred Quimby
Madeline – Stephen Bosustow
Pink and Blue Blues – Stephen Bosustow
The Romance of Transportation in Canada – Tom Daly

### Bästa dokumentära kortfilm
Vinnare:
Neighbours – Norman McLaren
Övriga nominerade:
Devil Take Us – Herbert Morgan
Epeira Diadema – Alberto Ancilotto
Man Alive! – Stephen Bosustow

### Bästa dokumentärfilm
Vinnare:
The Sea Around Us – Irwin Allen
Övriga nominerade:
The Hoaxters – Dore Schary
Son av navajo – Hall Bartlett

### Heders-Oscar
George Alfred Mitchell
Joseph M. Schenck
Merian C. Cooper
Harold Lloyd
Bob Hope
Förbjuden lek (Frankrike) bästa utländska film

### Irving G. Thalberg Memorial Award
Cecil B. DeMille